# Скасувати минуле
«Скасувати» (англ. Undone) — американський комедійно-драматичний анімований вебсеріал, створений Рафаелем Боб-Вексбергом і Кейт Перді. Головну роль зіграла Роза Салазар. Прем'єра відбулася 13 вересня 2019 р. на Prime Video Prime Amazon. Це перший оригінальний анімаційний серіал Amazon. У листопаді 2019 р. Amazon поновив серіал на другий сезон. Анімацію було створено за допомогою техніки ротоскопіювання.

## Опис
«Скасувати» досліджує еластичну природу реальності разом із головною героїнею серіалу, Альмою. Потрапивши в ДТП, що майже стала смертельною, Альма виявляє, що у неї встановились особливі стосунки з часом, і використовує цю нову здібність, щоб дізнатися правду про смерть батька.

## Акторський склад та ролі

### Головні
- Альма Виноград-Діаз (Роза Салазар) — головна героїня. Після потрапляння у ДТП починає розвивати вміння керувати часом.
- Бекка Виноград-Діаз (Анжелік Кабрал) — молодша сестра Альми; збирається невдовзі одружитись.
- Каміла Діаз (Констанс Марі) — мати Альми та Бекки.
- Сем (Siddharth Dhananjay) — хлопець Альми.
- Джейкоб Виноград (Боб Оденкерк) — померлий батько Альми, який залучає її до розслідування свого вбивства.

### Другорядні
- Тунде (Daveed Diggs) — керує дитячим садком, в якому працює Альма.
- Рід Холлінгсворт (Кевін Біглі) — наречений Бекки.
- Лейтон Холлінгсворт (Джон Корбетт) — батько Ріда.
- Бет Холлінгсворт (Джинн Тріплгорн) — мати Ріда.
- Фарназ (Шейла Ванд) — студентка і молодший науковий співробітник Джейкоба, яка також загинула у ДТП.
- Отець Мігель (Тайлер Поузі) — новий священик у церкві, що відвідує Каміла.
- Чарлі (Brad Hall) — таємнича людина, чия компанія спочатку фінансувала дослідження Джейкоба, і яку сам Джейкоб підозрює у своєму вбивстві.
- Томас (Ніколас Гонсалес) — бартендер.

## Список серій
| № серії | Назва серії                                                  | Режисер(и)    | Сценарист(и)                        | Оригінальна дата виходу |
| ------- | ------------------------------------------------------------ | ------------- | ----------------------------------- | ----------------------- |
| 1       | «The Crash» «Аварія»                                         | Хіско Хулсінг | Кейт Перді and Рафаель Боб-Вексберг | 13 вересня 2019         |
| 2       | «The Hospital» «Шпиталь»                                     | Хіско Хулсінг | Кейт Перді and Рафаель Боб-Вексберг | 13 вересня 2019         |
| 3       | «Handheld Blackjack» «Кишеньковий блекджек»                  | Хіско Хулсінг | Кейт Перді and Рафаель Боб-Вексберг | 13 вересня 2019         |
| 4       | «Moving the Keys» «Зсуваючи ключі»                           | Хіско Хулсінг | Кейт Перді and Рафаель Боб-Вексберг | 13 вересня 2019         |
| 5       | «Alone in This (You Have Me)» «Самотня в цьому (В тебе є я)» | Хіско Хулсінг | Кейт Перді                          | 13 вересня 2019         |
| 6       | «Prayers and Visions» «Молитви та видіння»                   | Хіско Хулсінг | Lauren Otero                        | 13 вересня 2019         |
| 7       | «The Wedding» «Весілля»                                      | Хіско Хулсінг | Joanna Calo                         | 13 вересня 2019         |
| 8       | «That Halloween Night» «Тієї Геловінської ночі»              | Хіско Хулсінг | Elijah Aron                         | 13 вересня 2019         |

## Виробництво
6 березня 2018 р. було оголошено, що Amazon замовив виробництво одного сезону серіалу. «Скасувати» був створений Рафаелем Боб-Вексбергом та Кейт Перді, які також стали виконавчими продюсерами серіалу разом з Ноелем Брайтом, Стівеном А. Коеном та Томмі Паллоттою. Хіско Хулсінг став режисером, а також керував командою аніматорів, що працювала над серіалом у Нідерландах. До виробництва серіалу були залучені The Tornante Company та анімаційні компанії Submarine та Minnow Mountain. Перший трейлер вийшов у червні 2019 року. 21 листопада 2019 року серіал було поновлено на другий сезон, а Кейт Перді підписала ексклюзивну угоду з Amazon.
Анімація серіалу була створена шляхом поєднання технологій захоплення руху і ротоскопіювання.